# Viggo Stuckenberg

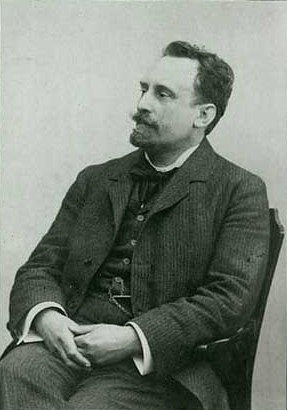
Viggo Stuckenberg (1905)

Viggo Stuckenberg (* 17. September 1863 in Vridsløselille, heute zu Albertslund Kommune; † 6. Dezember 1905 in Kopenhagen) war ein dänischer Dichter, der für seine lyrischen und gefühlvollen Gedichte bekannt ist.

## Leben
Viggo Stuckenbergs Vater, Frederik Henrik Stuckenberg (1832–1899), war Lehrer im staatlichen Gefängnis in Vridsløselille. Seine Mutter hieß Johanne Georgine Fog (1833–1895) und er hatte drei jüngere Geschwister: Børge, Tyge und Else. 1872 wurde der Vater in Kopenhagen angestellt und die Familie zog nach Nørrebro um. 1884 wurde Viggo Stuckenberg ein Gymnasiast in Det von Westenske Institut und begann nachher sein Studium an der Universität Kopenhagen. Er studierte zuerst Theologie, danach Naturwissenschaften, verließ aber 1886 die Universität und wurde Lehrer an der Slomanns Skole in Frederiksberg. Er blieb in dieser Stellung für den Rest seines Lebens.
1887 heiratete er Ingeborg Pamperin (1866–1904), die den Kreis seiner gleichgesinnten Dichter bezauberte, die oft in Stuckenbergs Haus zusammenkamen, darunter Sophus Claussen und Johannes Jørgensen. Das Paar war seit 1884 verlobt und hatte zwei Söhne – Henrik (* 1890) und Niels Holger (* 1891). Die Ehe endete tragisch, als Ingeborg Stuckenberg 1903 nach einigen Spannungen in ihrer Beziehung Mann und Kinder verließ und mit dem Gärtner, Hans Madsen, nach Neuseeland auswanderte. Die neue Beziehung wurde jedoch für sie zu einer Enttäuschung. Madsen kehrte nach Dänemark zurück, worauf sie 1904 den Freitod wählte. Im gleichen Jahr vermählte sich Viggo Stuckenberg mit Hans Madsens ehemaliger Gattin, Clara Holbøll (1868–1940), einer Enkelin des Inspektors von Grönland Carl Peter Holbøll (1795–1856). Der Dichter starb im folgenden Jahr an einer Nierenentzündung und wurde auf dem Assistenzfriedhof beigesetzt.
Das Drama seines Lebens wurde eine ständige Inspiration für seine Dichtung, wo Hauptthemen das eheliche Glück und Zusammenbruch sind.
Einige seiner berühmtesten Gedichte sind To som elsker hinanden (Zwei, die einander lieben, Musik: Emil Reesen o.a.) und Forårsregn (Frühlingsregen).

## Werke
- 1886: Digte (Debut)
- 1887: I Gennembrud (Erzählung)
- 1889: Messias (Erzählung)
- 1895: Fagre Ord (Roman)
- 1896: Valravn (Roman)
- 1898: Flyvende Sommer (Gedichte)
- 1901: Sne (eine Reihe von seinen bekanntesten und besten Gedichten)
- 1905: Aarsens Tid (Gedichte)
- 1906: Sidste Digte (Letzte Gedichte)